# Alan Mac Clyde
Alan Mac Clyde war das Pseudonym eines französischen Autors, der in den 1930er Jahren zahlreiche erotische Romane veröffentlichte, in denen es vorwiegend um Flagellation und Fesselung geht. Neben Alan Mac Clyde verwendete er auch die Pseudonyme Joan Spanking, Edith Kindler und Jean de La Beuque fils.
Die Bücher erschienen vorwiegend in dem Pariser Verlag Librairie Générale. Illustriert wurden seine Werke meist von dem unter dem Namen Carlõ bekannten Illustrator von Bondage-Romanen sowie von René Giffey, einem anderen zeitgenössischen Fetischkünstler. Eine Reihe von Titeln wurde in den 1980er Jahren vom Verlag Éditions Dominique Leroy neu aufgelegt.
Sein Pseudonym wurde bisher nicht aufgedeckt. Robert Merodack vermutete, dass sich Maurice Renard, Autor von Science-Fiction- und Horrorromanen, hinter Alan Mac Clyde verbirgt. In den 1950er Jahren wurde das Pseudonym Alan Mac Clyde von zwei Pariser Verlagen für englischsprachige Erotika, Pall Mall Press und Week End Books, als Verlagspseudonym verwendet.

## Bibliografie
- Miss Cravache ou Les vierges esclaves. Librairie Générale, 1930. Illustrationen von G. Topfer.
- Bagne de femmes. Librairie Générale, 1931. Illustrationen von Carlõ. Umschlag von Ely Costes.
- Dressage. Librairie Générale, 1931. Illustrationen und Umschlag von Jéo [J. B., Ely Costes und Carlõ].
- Cravache et fanfreluches. Librairie Générale, ca. 1933. Illustrationen von Maurice Millière.
- La Cité de l'horreur. Librairie Générale, 1933. Illustrationen von René Giffey.
- als Edith Kindler: La Reine cravache ou La Batteuse d'hommes. Librairie Générale, 1932. Illustrationen von Carlõ.
- als Edith Kindler: Esclavage ou L’Agonie sous le fouet. Librairie Générale, 1934. Illustrationen und Umschlag von Carlõ.
- Jean de La Beuque fils: L’Idole sanglante.  Collection A.M.C., 1934.
- Cuir & peau. Librairie Générale, 1934. Illustrationen und Umschlag von René Giffey.
- Le Cuir triomphant. Librairie Générale, 1934. Illustrationen und Umschlag von Carlõ.
- Despotisme féminin. Librairie Générale, 1934. Illustrationen und Umschlag von Carlõ.
- Dolorès amazone. Librairie Générale, 1934. Illustrationen und Umschlag von Carlõ.
- Servitude. Librairie Générale, 1934. Illustrationen und Umschlag von Carlõ.
- als Joan Spanking:  Educatrice. Librairie Générale, 1934. Illustrationen von René Giffey.
- Les Asservies de Slave Island. Collection A.M.C., 1935. Illustrationen von Sao Chang.
- Dolly, esclave. Librairie Artistique et Édition Parisienne Rèunies, 1936. Illustrationen und Umschlag von Carlõ.
- La Madone du cuir verni. Librairie artistique, 1937. Illustrationen und Umschlag von Carlõ.